# Pârâul Boului, Moldovița
Pârâul Boului sau Râul Boul este un curs de apă, afluent al râului Moldovița. Se formează la confluența a două brațe Boul Mare și Boul Mic

## Hărți
- Harta județului Suceava